# Liste des intercommunalités du Cantal

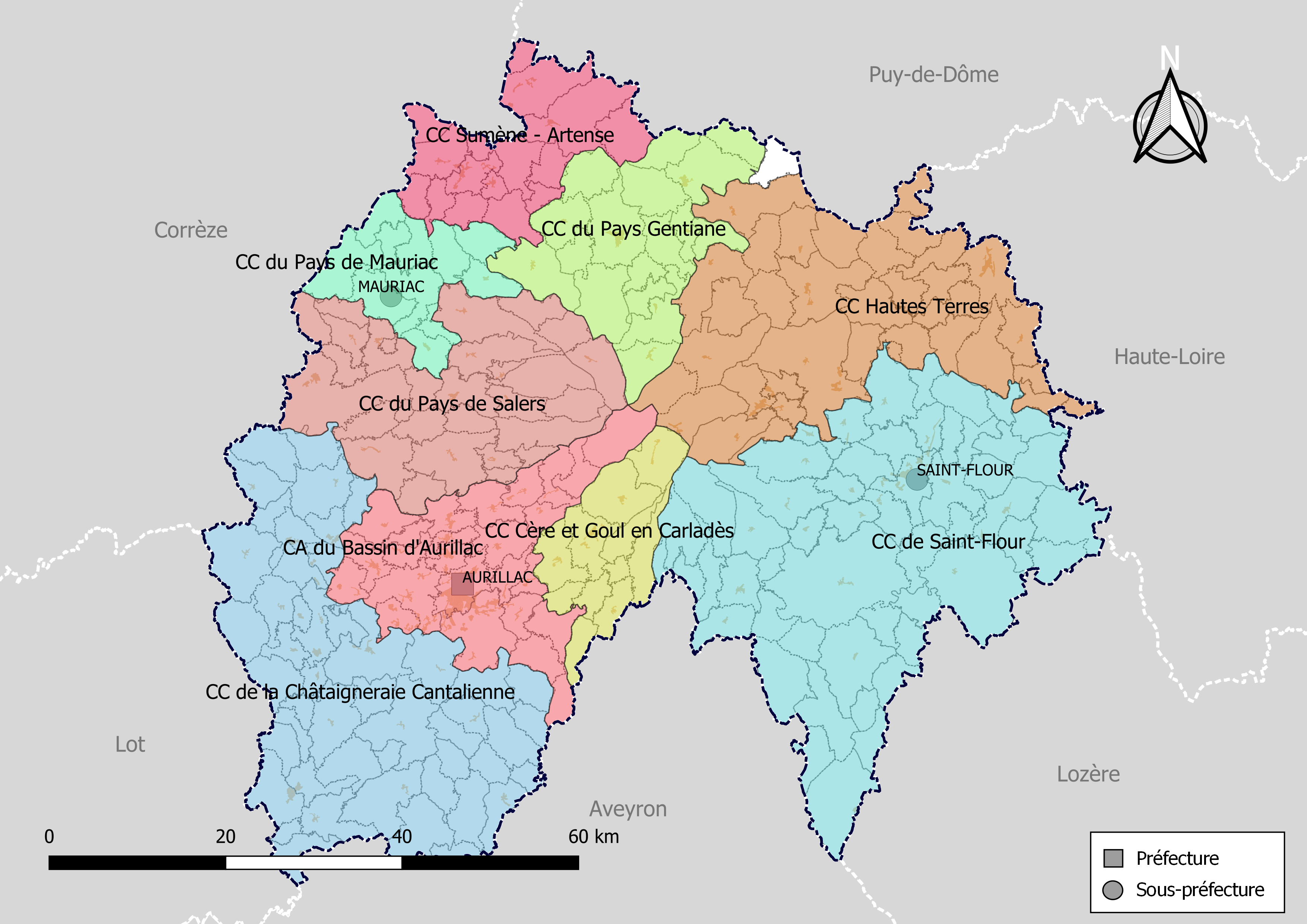
Carte des EPCI dans le Cantal au 1er janvier 2019.

Au 1er janvier 2023, le département du Cantal compte 9 intercommunalités à fiscalité propre dont le siège est dans le département (1 communauté d'agglomération et 8 communautés de communes). Une commune fait partie d'une intercommunalité dont le siège est situé dans le Puy-de-Dôme.

## Historique
La commission départementale de coopération intercommunale (CDCI) du Cantal, réunie pour examiner le projet de schéma départemental de coopération intercommunale, le 7 mars 2016, a approuvé, après examen des amendements, un schéma qui prévoit six intercommunalités sur l'ensemble du Cantal à partir du 1er janvier 2017. Ce schéma est arrêté par le préfet du Cantal le 30 mars 2016. 
La résistance de plusieurs communautés de communes aux projets de fusion conduit à l'abandon de plusieurs d'entre eux. Finalement, au 1er janvier 2017, les intercommunalités dans le Cantal sont au nombre de neuf.
Le 1er janvier 2019, quatre communes quittent Hautes Terres Communauté pour rejoindre la communauté de communes du Pays Gentiane.

## Liste des intercommunalités
| Forme juridique                                           | Nom                                | no SIREN  | Date de création | Nombre de communes         | Population (der. pop. légale) | Superficie (km2) | Densité (hab./km2) | Siège                         | Président           |
| --------------------------------------------------------- | ---------------------------------- | --------- | ---------------- | -------------------------- | ----------------------------- | ---------------- | ------------------ | ----------------------------- | ------------------- |
| Communauté d'agglomération                                | Aurillac Agglomération             | 241500230 | 22 novembre 1999 | 25                         | 54 226 (2022)                 | 491,90           | 110                | Aurillac                      | Pierre Mathonier    |
| Communauté de communes                                    | Saint-Flour Communauté             | 200066660 | 1er janvier 2017 | 53                         | 23 388 (2021)                 | 1 366,30         | 17                 | Saint-Flour                   | Céline Charriaud    |
| Communauté de communes                                    | CC de la Châtaigneraie Cantalienne | 200066678 | 1er janvier 2017 | 50                         | 21 059 (2021)                 | 1 061,10         | 20                 | Saint-Mamet-la-Salvetat       | Michel Teyssedou    |
| Communauté de communes                                    | Hautes Terres Communauté           | 200066637 | 1er janvier 2017 | 39                         | 11 118 (2022)                 | 899,80           | 12                 | Murat                         | Didier Achalme      |
| Communauté de communes                                    | CC du Pays de Salers               | 241501139 | 19 décembre 2003 | 27                         | 8 409 (2021)                  | 642,90           | 13                 | Salers                        | Louis Chambon       |
| Communauté de communes                                    | CC Sumène Artense                  | 241501055 | 30 décembre 1999 | 16                         | 8 226 (2021)                  | 324,60           | 25                 | Champs-sur-Tarentaine-Marchal | Marc Maisonneuve    |
| Communauté de communes                                    | CC du Pays Gentiane                | 241500255 | 29 décembre 1993 | 17                         | 6 572 (2021)                  | 460,20           | 14                 | Riom-ès-Montagnes             | Valérie Cabécas     |
| Communauté de communes                                    | CC du Pays de Mauriac              | 241500271 | 4 novembre 1994  | 11                         | 6 596 (2021)                  | 224,0            | 29                 | Mauriac                       | Jean-Pierre Soulier |
| Communauté de communes                                    | CC Cère et Goul en Carladès        | 241501089 | 12 octobre 2000  | 11                         | 4 979 (2021)                  | 237,50           | 21                 | Vic-sur-Cère                  | Dominique Bru       |
| Intercommunalité dont le siège est situé hors département |                                    |           |                  |                            |                               |                  |                    |                               |                     |
| Communauté de communes                                    | CC du Massif du Sancy              | 246300966 | 10 décembre 1999 | 20 (dont 1 dans le Cantal) | 9 598 (2021)                  | 605,70           | 16                 | Mont-Dore (63)                | Lionel Gay          |